# Liar (Megadeth)
"Liar" is een nummer van de Amerikaanse thrashmetalband Megadeth en verscheen voor het eerst op het album So Far, So Good ... So What! in 1988. Het nummer "Liar" is volgens bandleider Dave Mustaine geschreven voor de voormalige gitarist Chris Poland, die ontslagen was wegens overmatig drugsgebruik.